# アンソニー・サンプソン
アンソニー・サンプソン（Anthony Terrell Seward Sampson、1926年8月3日 - 2004年12月18日）は、イギリスの主に経済系のジャーナリスト・作家。

## 生涯
イギリスのウェストミンスター・スクールやオックスフォード大学クライストチャーチで学び、1944年から1947年に、イギリス海軍に従軍する。
1950年代に、南アフリカのヨハネスブルグの『ドラム』(Drum)誌の編集にたずさわる。その当時、後に南アフリカの大統領に就任するネルソン・マンデラとも会っている。1955年に、イギリスに戻り、『オブザーバー』(The Observer)紙の論説委員になる。
1962年より出版されたシリーズ『英国の解剖』(Anatomy of Britain)の著者となり、一世を風靡することとなる。1964年、処刑の危機に瀕しているマンデラを助けるため、南アフリカに行き、弁護活動を手助けする。1966年、オブザーバー社を退社する。2年間ほど、ヴィンセンヌ大学で助教授として活躍する。1973年から1974年にかけて、オブザーバー社に、アメリカ特派員として復帰する。その後、国際経済に関する本を多数著作している。1975年には石油利権について取り上げた『セブン・シスターズ』(The Seven Sisters)、1977年には武器輸出問題を扱った『兵器市場』(The Arms Bazaar)が出版される。日本でも和訳本が売れている。1977年、ニューズウィーク社の編集者となる。1981年創設のイギリスの社会民主党の創立メンバーの一人となる。1980年代、南アフリカ政府高官と、亡命していたアフリカ民族会議幹部との対話を仲介し、アパルトヘイト問題が平和的に解決し南アフリカの自由主義経済が発展する手助けをする。1990年より、サンプソンの著作がベースとなったBBC製作のテレビドキュメントが実現となり、本人も出演する。サンプソンの著作は、20冊以上を超えて出版され、かなりの本が日本でも訳されている。
2004年12月18日に、心臓麻痺で死去する。78歳であった。

## 著作

### 原書の一部
- Anatomy of Britain 　1962年
- Anatomy of Britain today　1965年
- The New Europeans　1968年
- The New Anatomy of Britain　1971年
- The Sovereign State of ITT　1973年
- The Seven Sisters　1975年
- The Arms Bazaar　1977年
- The Money Lenders　1981年
- Changing Anatomy of Britain　1982年
- Black & Gold　1987年
- The Midas Touch  1988年
- The Essential Anatomy of Britain　1992年
- Company man　1995年
- Mandela　1999年
- Who Runs This Place? The Anatomy of Britain in the 21st Century　2004年

### 日本語訳
- ヨーロッパの解剖―第三の巨人・欧州共同体 サイマル出版会　1972年　小松直幹 訳　ASIN: B000J9SSWE
- 企業国家ITT―巨大多国籍企業の生態　サイマル出版会　1974年　田中融二 訳　ASIN: B000J9TMZG
- 兵器市場―国際疑獄の構造 1977年9月　TBSブリタニカ　大前正臣 訳　ASIN: B000J8WFTM
- 銀行と世界危機　TBSブリタニカ　1982年2月　田中融二 訳　ASIN: B000J7QSNC
- セブン・シスターズ―不死身の国際石油資本 (上) 講談社　1984年7月　大原進・青木栄一 訳　ISBN 978-4061832237
- セブン・シスターズ―不死身の国際石油資本 (下) 講談社　1984年7月　大原進・青木栄一 訳　ISBN 978-4061832244
- エアライン―世界を変えた航空業界　早川書房　1986年5月　大谷内一夫 訳 ISBN 978-4152033130
- ブラック・アンド・ゴールド―国際ビジネスを揺るがす南アフリカ　早川書房　1987年12月　仙名紀 訳　ISBN 978-4152033437
- ザ・マネー―世界を動かす“お金”の魔力　全国朝日放送　1990年4月　　小林薫 訳　ISBN 978-4881311516
- 最新英国の解剖―民主主義の危機　同文書院インターナショナル　1993年6月　広淵升彦 訳　ISBN 978-4810380125
- 兵器市場―「死の商人」の世界ネットワーク　阪急コミュニケーションズ　大前正臣・長谷川成海 訳　1993年6月　ISBN 978-4484931104
- カンパニーマンの終焉　阪急コミュニケーションズ　山岡洋一 訳　1995年12月　ISBN 978-4484951195
- マンデラ―闘い・愛・人生　講談社　浜田徹 訳　2001年7月　ISBN 978-4062106313